# Kanton Ancenis
Kanton Ancenis (fr. Canton d'Ancenis) je francouzský kanton v departementu Loire-Atlantique v regionu Pays de la Loire. Tvoří ho osm obcí.

## Obce kantonu
- Ancenis
- Anetz
- Mésanger
- Oudon
- Pouillé-les-Côteaux
- La Roche-Blanche
- Saint-Géréon
- Saint-Herblon